# Giant’s Grave (Islay)
Das Giant’s Grave (schottisch-gälisch Slochd Measach) genannte Kammergrab (englisch Chambered Cairn) ist die größte Megalithanlage auf Islay, einer Insel der Inneren Hebriden in Argyll and Bute in Schottland. Sie liegt in einem Wald am Südhang des Beinn Tart a’Mhill bei Nereabolls (auch Nerabus) auf der Halbinsel Rhinns of Islay. 

## Beschreibung
Giant’s Grave sind die Reste eines nordost-südwest-orientierten Clyde Tombs, von dessen Cairn keine Reste erhalten sind, während die meisten Tragsteine und drei Steine der fast geraden Exedra überlebten. Zwei 1,8 und 2,55 m lange Decksteine sind irgendwann abgerutscht und liegen in der Kammer. Der etwa 45 cm niedriger als das umgebende Moorgelände liegende Kammerboden ist in der Regel von Wasser bedeckt. Die Kammer ist etwa 7,8 m lang und durch das Verlagern mehrerer Steine etwas unregelmäßig im Plan. Die Wände aus großen Platten sind zwischen 0,9 und 1,4 m hoch. Die Kammer wird durch Platten geteilt, die von Pfosten gestützt werden.